# Bánréve
Bánréve est un village et une commune du comitat de Borsod-Abaúj-Zemplén en Hongrie.

## Personnages célèbres
- Géza Léka (1928-2003) : acteur